# Рудолф II фон Анхалт
Рудолф фон Анхалт (на немски: Rudolf von Anhalt, Bishop of Schwerin; † 3 септември 1365, Козвиг, Анхалт) от род Аскани, е княз на Анхалт-Цербст, граф на Аскания, каноник (домхер) в епископство Магдебург и като Рудолф II епископ на Шверин през 1365 г.

## Биорафия
Той е вторият син на княз Албрехт II фон Анхалт († 1362) и втората му съпруга Беатрикс фон Саксония-Витенберг († 1345, манастир Козвиг), дъщеря на курфюрст Рудолф I фон Саксония-Витенберг († 1356) и първата му съпруга маркграфиня Юта (Бригита) фон Бранденбург († 1328), дъщеря на маркграф Ото V фон Бранденбург. Братята му са Албрехт III († 1354), княз на Анхалт-Цербст, и Йохан II († 1382), княз на Анхалт-Цербст.
Рудолф фон Анхалт е каноник (домхер) в епископство Магдебург. На 9 юни 1365 г. папа Урбан V прави Рудолф фон Анхалт епископ на Шверин. Той е помазан за епископ на Шверин в папския двор в Авиньон от Агапито Колона, епископът на Асколи Пичено, на 11 юни 1365 г., празникът на Светия апостол Варнава (Барнабас). Вероятно той не може да пристигне в епископствпото си Шверин.
Умира на 3 септември 1365 г. и е погребан в гробницата в катедралата на Козвиг, където са погребани родителите му.